# Президентские выборы в Аргентине (1928)
Четырнадцатые в истории Аргентины президентские выборы состоялись 1 апреля 1928 года. Новым президентом Аргентины во второй раз был избран лидер партии Гражданский радикальный союз (UCR) Иполито Иригойен, занимавший пост главы государства в 1916—1922 годах. Он стал вторым президентом, переизбранным на свой пост и первым с со времени принятия Закона Саэнса Пеньи. Главным соперником Иригойена стал его однопартиец Леопольдо Мело, лидер радикалов-антиперсоналистов. Это были первые из четырёх президентских выборов, на которых два основных кандидата были радикалами. Иригойен не закончил свой второй срок и был свергнут через два года в результате государственного переворота, ставшего первым в серии, которая затянулась почти на полвека.
Вице-президентом стал радикал Франсиско Бейро, президент Национального собрания и Национального комитета UCR, национальный депутат (1918—1922) и министр внутренних дел в последнем кабинете Иригойена (апрель—октябрь 1922).

## Избирательная система
Выборы 1922 года были третьими, проведёнными в соответствии с Законом Саенса Пенья, который ввёл тайное голосование и обязательное всеобщее избирательное право для мужчин старше 18 лет. Согласно конституции выборы президента и вице-президента должны были проходить косвенно и раздельно, делегируя окончательные выборы каждого из них провинциальным коллегиям выборщиков, избранных по системе неполных списков, при этом две трети мест выборщиков в каждом избирательном округе получал победитель голосования и треть кандидат, занявший второе место. В 1928 году Аргентинская Республика состояла из пятнадцати избирательных округов (14 провинций и столичный город Буэнос-Айрес).

## Выборы
Явка по сравнению с предыдущими выборами значительно увеличилась, составив 80,86 % зарегистрированного электората.

## Результаты

### Итоги голосования избирателей
| Кандидат                     | Кандидат                     | Партия                                       | Голоса    | %     | Выборщики | %     |
| ---------------------------- | ---------------------------- | -------------------------------------------- | --------- | ----- | --------- | ----- |
|                              | Иполито Иригойен             | Гражданский радикальный союз                 | 839 140   | 61,42 | 249       | 65,16 |
|                              | Леопольдо Мело               | Объединённый фронт                           | 430 050   | 31,48 | 124       | 34,04 |
|                              | Марио Браво                  | Социалистическая партия                      | 67 423    | 4,94  | 0         | 0     |
|                              | Нет кандидата                | Прогрессистско-демократическая партия        | 14 173    | 1,04  | 0         | 0     |
|                              | Хосе Николас Матьенсо        | Гражданский радикальный союз                 | 6 000     | 0,44  | 3         | 0,80  |
|                              | Родольфо Гиольди             | Коммунистическая партия                      | 6 000     | 0,44  | 3         | 0,80  |
|                              | Хосе Фернандо Пенелон        | Коммунистическая партия Республики Аргентина | 1 286     | 0,09  | 0         | 0     |
|                              | Нет кандидата                | Рабочая коммунистическая партия              | 493       | 0,04  | 0         | 0     |
|                              | Другие                       |                                              | 2 996     | 0,22  | —         | —     |
| Действительных голосов       | Действительных голосов       | Действительных голосов                       | 1 366 219 | 93,47 |           |       |
| Недействительных голосов     | Недействительных голосов     | Недействительных голосов                     | 65 245    | 4,46  |           |       |
| Разница в протоколах         | Разница в протоколах         | Разница в протоколах                         | 30 141    | 2,06  |           |       |
| Явка                         | Явка                         | Явка                                         | 1 461 605 | 80,86 |           |       |
| Зарегистрировано избирателей | Зарегистрировано избирателей | Зарегистрировано избирателей                 | 1 807 566 | 100   |           |       |
| Источники:                   |                              |                                              |           |       |           |       |

### Итоги голосования выборщиков
12 июня Коллегия выборщиков провозгласила Иригойена избранным президентом, а Бейро — вице-президентом. Однако через месяц Бейро скончался, что вынудило 6 августа провести новое беспрецедентное заседание Коллегии выборщиков, на котором его преемником был избран Энрике Мартинес, которому пришлось уйти в отставку поста губернатора провинции Кордова, который он занял 17 мая 1928 года. 12 августа были объявлены официальные результаты голосования.
| Кандидат            | Кандидат              | Партия                                           | Голоса | %     |
| ------------------- | --------------------- | ------------------------------------------------ | ------ | ----- |
|                     | Иполито Иригойен      | Гражданский радикальный союз                     | 245    | 76,80 |
|                     | Леопольдо Мело        | Антиперсоналистский гражданский радикальный союз | 71     | 22,26 |
|                     | Хосе Николас Матьенсо | Гражданский радикальный союз                     | 3      | 0,94  |
| Всего проголосовало | Всего проголосовало   | Всего проголосовало                              | 319    | 100   |
| Не голосовало       | Не голосовало         | Не голосовало                                    | 57     | 15,16 |
| Всего избрано       | Всего избрано         | Всего избрано                                    | 376    | 100   |